# Congreso Constituyente de México 1821

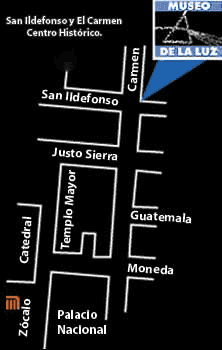
Museo de la Luz, Extemplo de San Pedro y San Pablo Tagungsort der verfassunggebenden Versammlung von Neuspanien

Der Congreso Constituyente de México 1821 war die verfassunggebende Versammlung für das erste Kaiserreich Mexiko unter Agustín de Itúrbide.
Sie hatte ihre erste Sitzung am 24. Februar 1822 und ihre letzte Sitzung am 30. Oktober 1823 im Extemplo de San Pedro y San Pablo, in welchem sich heute das Museo de la Luz befindet.
In ihr trafen sich die Cabildos de Españoles des unabhängig gewordenen Neuspaniens.
Als verfassunggebende Versammlung war sie pouvoir constituant und gehörte zur Legislative.
Nach dem Plan von Iguala sollte die Staatsform des mexikanischen Imperiums die Konstitutionelle Monarchie sein.
Sie ist der Prototyp für verfassunggebende Versammlungen, welche in der Geschichte des ehemaligen Neuspaniens in der Folge zahlreich abgehalten wurden.
Die Monarchisten orientierten sich an der Verfassung von Cádiz von 1812, deren Tagungsort die Iglesia Mayor de San Pedro y San Pablo  in Cadiz war, während sich die Befürworter einer Republik an der Konstituante orientierten.

## Mitglieder
- Entsprechend dem Pacto de Concordia wurden Vertreter für Costa Rica zu dieser Versammlung delegiert.
- José Antonio Alcayaga y Lambur[3]
- José Ignacio Espinoza[4]
- Cirilo Flores
- José Gregorio Tinoco de Contreras

## Folgeveranstaltungen
Am 7. November 1823 fand sich wieder ein Congreso Constituyente in der Antigua Iglesia de San Pedro y San Pablo ein, welcher dann die erste Verfassung der Republik Mexiko verfasste. In etwas gröberen Darstellungen werden beide verfassunggebenden Versammlungen zusammen als
Congreso General de 1822-1824 bezeichnet, was dem Umstand Rechnung trägt, dass das Gremium wenig personellen Wechsel erfuhr.
Benito Juárez hat die Constituyente 1857 durch ein Gremium erstellen lassen.
Die Verfassung von 1917 wurde auf dem Congreso Constituyente de Querétaro in Santiago de Querétaro erstellt.